# 웰링턴녹색도마뱀붙이
웰링턴녹색도마뱀붙이(Naultinus punctatus)는 웰링턴 그린 게코(Wellington green gecko)라고도 불리며, 뉴질랜드 북섬의 남쪽 반절에만 발견되는 도마뱀붙이류의 일종이다. 이전에는 오클랜드녹색도마뱀붙이와 함께 녹색도마뱀붙이의 아종으로 여겨졌다.
웰링턴녹색은 오클랜드녹색보다 훨씬 크고 튼실하며, 발바닥이 녹회색이 아니라 노란색인 것으로 구별할 수 있다. 수목성(en:Arboreal)이며 덤불, 삼림 영역에, 특히 카누카(:en:Kunzea ericoides)와 마누카(:en:Leptospermum scoparium)에서 살아간다. 밤에 나방과 파리를 사냥하지만, 햇볕을 쬐는 것도 좋아한다. 공격적 행동을 보이며, 입을 크게 벌려 파란색 입속을 한껏 드러내며, 도발당하면 짖는다.

## 보존 상태
2012년에 보존부(:en:Department of Conservation (New Zealand))에서 오클랜드녹색을 뉴질랜드멸종위기분류체계(:en:New Zealand Threat Classification System)의 '위험(At Risk)'에 분류하였다. 보존부는 이 녀석들이 감소가 점점 심해지거나 감소가 예상된다는 '위험' 위협 상태 기준을 충족시킨다고 판단하였다. 이 도마뱀붙이류는 '데이터 부족(Data Poor)'으로도 간주된다.

## 보존 노력

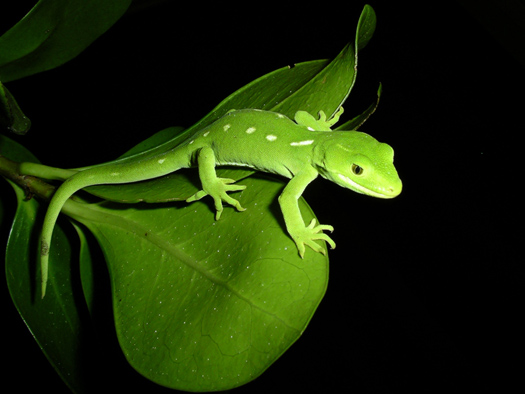
웰링턴녹색도마뱀붙이

보존부는 웰링턴그린을 몇몇 장소로 이동시켰다. 1997년에서 2001년까지 22 마리가(수컷 8마리, 암컷 4마리, 성별 불명 10마리)이 마나섬(:en:Mana Island (New Zealand))에, 2006년과 2013년에 90마리 이상이 마티우/소머즈섬(:en:Matiu / Somes Island)에 풀려났다. 모든 개체의 사진을 촬영했으며 각각의 독특한 무늬가 기록되었다. 2015년 초엽에 기록된 어떠한 무늬와도 일치하지 않는 유체가 발견되었다. 이는 웰링턴그린이 섬에 성공적으로 정착하여 번식하고 있음을 시사한다.

## 같이 보기
- 뉴질랜드의 도마뱀붙이류의 목록(영어판)